# Orlando Salido
Orlando Salido Rivera (ur. 16 listopada 1980 w Ciudad Obregón) – meksykański bokser, były zawodowy mistrz świata wagi piórkowej organizacji WBO oraz organizacji IBF.

## Kariera zawodowa
Karierę zawodową rozpoczął 1 marca 1996. W latach 1996–2001 stoczył ponad 20 walk, z których przegrał 8. 
Po wygraniu kolejnych 9 walk w latach 2002-2004 dostał możliwość walki o tytuł mistrza świata. 18 września 2004 doszło do spotkania z rodakiem Juanem Manuelem Márquezem, którego stawką były tytuły Super mistrza WBA i mistrza IBF w wadze piórkowej. Przegrał je jednogłośnie na punkty.
6 listopada 2006 stanął w Las Vegas do pojedynku z Roberto Guerrero o pas mistrza świata wagi piórkowej organizacji IBF. Walkę wygrał jednogłośnie na punkty, jednak badania antydopingowe dały dodatni wynik na zawartość sterydów. Został zdyskwalifikowany a walka uznana za nieodbytą. Guerrero pozostał mistrzem świata. Sprawa była dość kontrowersyjna, jako że powtórzone badania nie potwierdziły obecności sterydów we krwi Salido.
Kolejną próbę zdobycia tytułu podjął 23 października 2008. Wcześniej w eliminacjach pokonał przez techniczny nokaut w szóstej rundzie Hektora Julio Avila z Dominikany. Pojedynek z Cristóbalem Cruzem przegrał niejednogłośną decyzją sędziów. Po dwóch latach ponownie zmierzył się z Cruzem. Tym razem 15 maja 2010 w Ciudad Obregón, rodzinnej miejscowości, wygrał niejednogłośnie na punkty zostając mistrzem świata wagi piórkowej organizacji IBF.
11 września 2010 stanął do walki z Kubańczykiem Yuriorkisem Gamboą mistrzem świata w wadze piórkowej organizacji WBA. Zwycięzca miał zostać zunifikowanym mistrzem organizacji WBA i IBF. W przeddzień pojedynku w trakcie ważenia Salido miał przekroczony dopuszczalny limit wagowy i pozbawiono go tytułu. Walkę wygrał jednogłośnie Gamboa i został mistrzem obydwu organizacji.
16 kwietnia 2011 stoczył w Bayamón (Portoryko) pojedynek o tytuł mistrza świata wagi piórkowej organizacji WBO z Juanem Manuelem Lópezem z Portoryko. Salido sprawił dużą niespodziankę wygrywając bez problemów przez techniczny nokaut w ósmej rundzie, w piątej mając rywala na deskach. Do pierwszej obrony tytułu doszło 23 lipca. Pokonał Japończyka Kenichi Yamaguchi przez techniczny nokaut w jedenastej rundzie mając do tego czasu wyraźną przewagę i przeciwnika na deskach w trzeciej rundzie. 17 października ponownie obronił tytuł zwyciężając przez techniczny nokaut w ósmej rundzie Filipińczyka Wenga Hayę będąc sam liczony w trzeciej i czwartej rundzie.
10 marca 2012 w San Juan doszło do rewanżowego pojedynku z Juanem Manuelem Lópezem. Po znakomitym pojedynku zwyciężył ponownie i obronił pas mistrzowski. Był liczony w rundzie piątej ale w dziesiątej posłał przeciwnika na deski wygrywając przez techniczny nokaut. W kolejnej obronie tytułu zmierzył się 19 stycznia 2013 w Nowym Jorku z niepokonanym Amerykaninem Miguelem Angelem Garcią. Był liczony w rundzie pierwszej (dwukrotnie), trzeciej i czwartej. W ósmej rundzie walka została przerwana po przypadkowym zderzeniu głowami, które spowodowało złamanie nosa Garcii. Wszyscy sędziowie wypunktowali zdecydowane zwycięstwo Garcii, Salido stracił tytuł mistrza świata.
1 marca 2014 w San Antonio w Teksasie Salido wygrywa z broniącym tytuł Ukraińcem Wasylem Łomaczenko niejednogłośnie na punkty (116:112, 115:113 i 113:115). Salido stracił pas Mistrza Świata WBO poprzez przekroczenie limitu na wadze. Pas został zwakowany i jedynie Ukrainiec ma prawo do walki o niego.
11 kwietnia 2015 w San Juan w Portoryko przegrał jednogłośnie na punkty 111:114, 110:115 i 109:116 z reprezentantem gospodarzy Románem Martínezem (29-2-2, 17 KO), tracąc tytuł mistrza świata federacji WBO kategorii super piórkowej.